# Locul potrivit/Probe audio
Locul Potrivit/Probe Audio este albumul de debut al cântărețului de hip hop Guess Who. Numele inițial al albumului era Probe Audio. 
Tu este o piesă hip hop realizată în urma unei colaborări dintre Guess Who și Spike. Aceasta este inclusă atât pe albumul lui Guess Who, Locul Potrivit, cât și pe cel al lui Spike, Rămânem Prieteni.